# 史丹福大厦
史丹福大厦（英語：Stamford House，原名：Oranje Building）位於新加坡市中心、史丹福路與禧街的交界處，現為購物中心，是一棟建於1904年的歷史建築物。曾一度被用作酒店用途，新加坡日佔時期被皇軍霸佔。1963年易手，並改名為史丹福大厦。
物業於1991至94年間進行了耗資1千3百萬星幣的修復工程，至1995年重新開放，並重現了原本威尼斯式文藝復興建築的風采。

## 外部連結
- Uniquely Singapore: Shopping in North Bridge Road

1°17′38.8″N 103°51′02.5″E / 1.294111°N 103.850694°E